# Regia manifattura di porcellane di Berlino

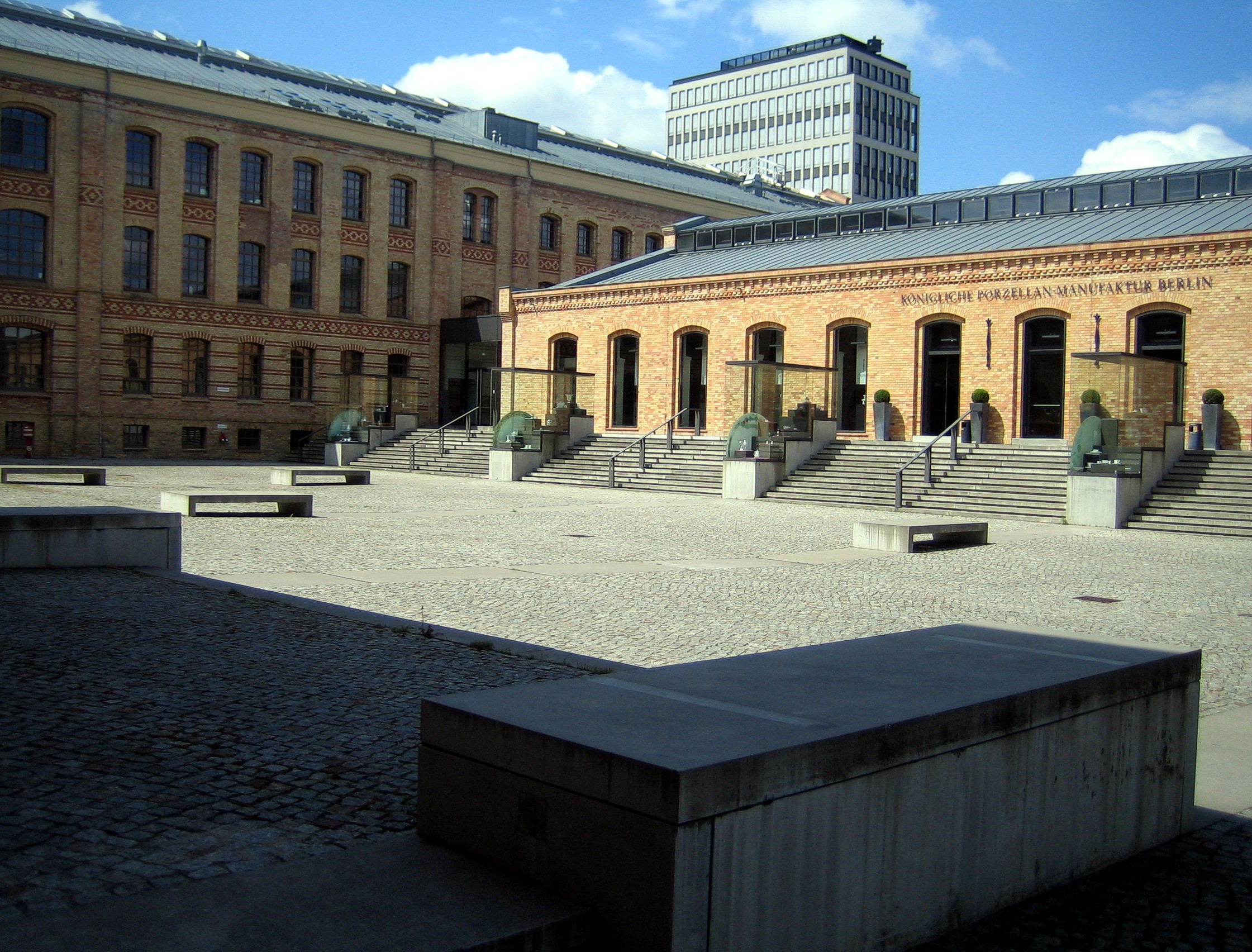
Esterno del palazzo KPM, 2009

La Regia manifattura di porcellane di Berlino (in tedesco: Königliche Porzellan-Manufaktur Berlin) è una manifattura di porcellana fondata nel 1763 a Berlino.

## Storia

### Wegely

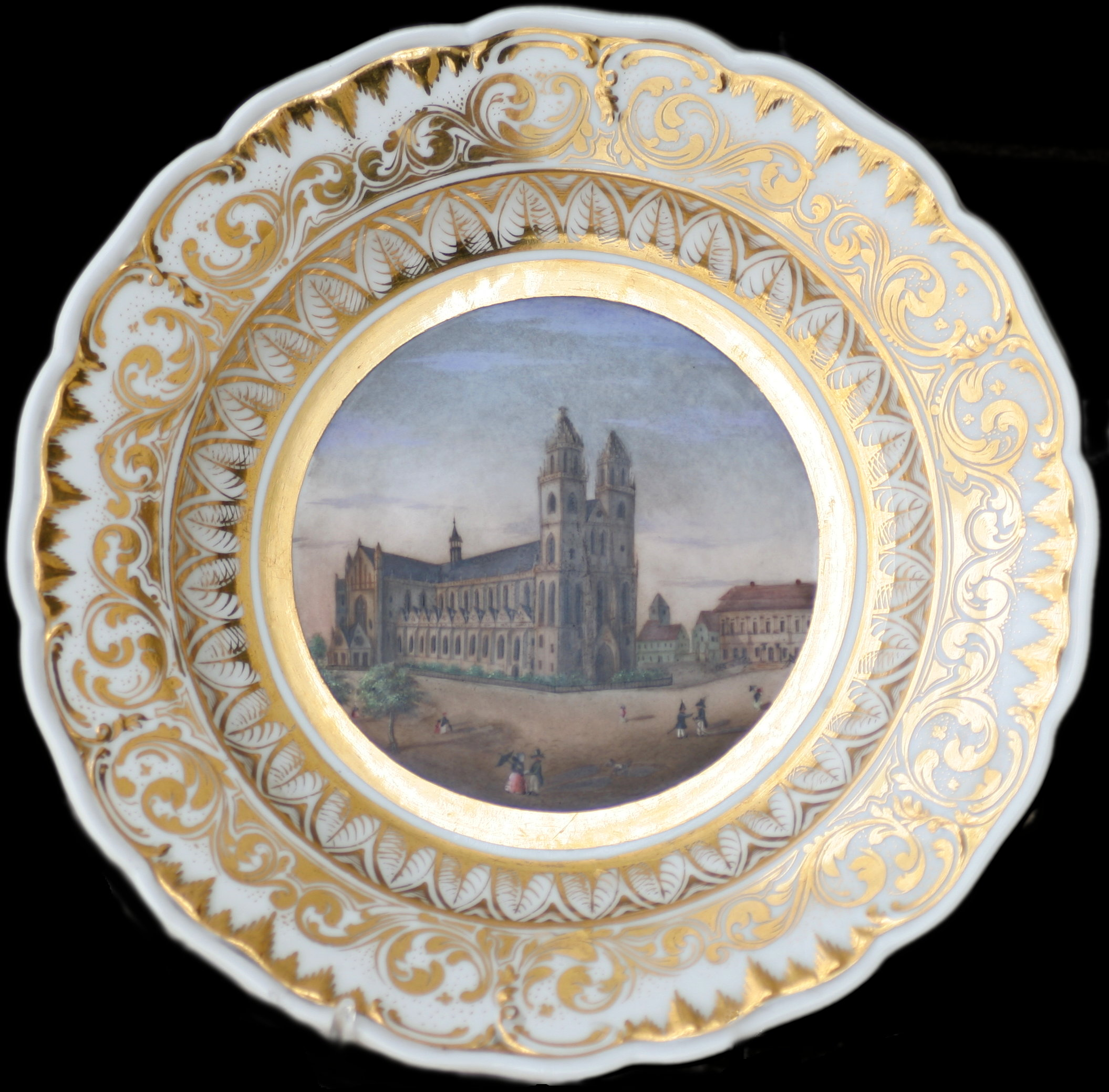
Piatto che rappresenta il Duomo di Magdeburgo, 1844

Nel 1751 una prima manifattura di porcellane era stata iniziata dal fabbricante e mercante di lane Wilhelm Caspar Wegely. Egli aveva ottenuto dal re Federico II di Prussia l'esenzione dai dazi per l'importazione delle materie prime, nonché l'esclusione di ogni concorrente nel regno di Prussia.
Wegely assunse i migliori artigiani dalle altre manifatture tedesche. L'accento fu posto sul modellatore Ernst Heinrich Reichard, che disegnò le figurine di porcellana: putti, cavalieri, damine, in stile rococò. S'ispirava a Meissen e a Vincennes per le decorazioni con riferimenti alle scene tratte da Watteau e produsse anche grandi vasi modellati con fine repertorio floreale. Fra i lavoranti di maggior rilievo figura anche Isac Jacob Clauce.
La marca di questo periodo è una W impressa nella pasta.
Tuttavia, difficoltà tecniche e la Guerra dei sette anni fra Prussia e Sassonia portarono all'insuccesso. Nel 1757 Wegely liquidò l'impresa e vendette il magazzino, le attrezzature e le materie prime all'imprenditore berlinese Johann Ernst Gotzkowsky.

### Gotzkowsky
Poco dopo, nel 1761, nacque a Berlino un'altra fabbrica di porcellane, quella di Johann Ernst Gotzkowsky, dove lavorarono maestri provenienti sia da Wegely sia da Meißen. In particolare venne assunto Reichard, che conosceva la formula segreta della porcellana, detta arcanum.
Anche Gotzkowsky era apprezzato e protetto da Federico il Grande, tuttavia anch'egli incontrò difficoltà finanziarie e, poiché il fisco regio era in rosso a causa delle spese di guerra, capì che non poteva aspettarsi aiuto dal Re. La fine della guerra rappresentò anche la fine della manifattura di Gotzkowsky.
Gli oggetti prodotti da Gotzkowsky portano come marchio una G.

### Regia manifattura
Successivamente, nel 1763, Federico II rilevò la fabbrica, salvando così Gotzkowsky dalla bancarotta, e le diede nuovo impulso. La fabbrica prese perciò il nome di Koenigliche Portzellan Manufaktur ed ebbe per marchio lo scettro reale e lo stemma dell'Elettore di Brandeburgo.
Si trattava di una fabbrica modello: non vi lavoravano bambini, si seguivano orari di lavoro precisi, i salari erano superiori alla media, i lavoratori avevano diritto alla pensione, c'era una cassa malattia e per le vedove e gli orfani.

### Rococò

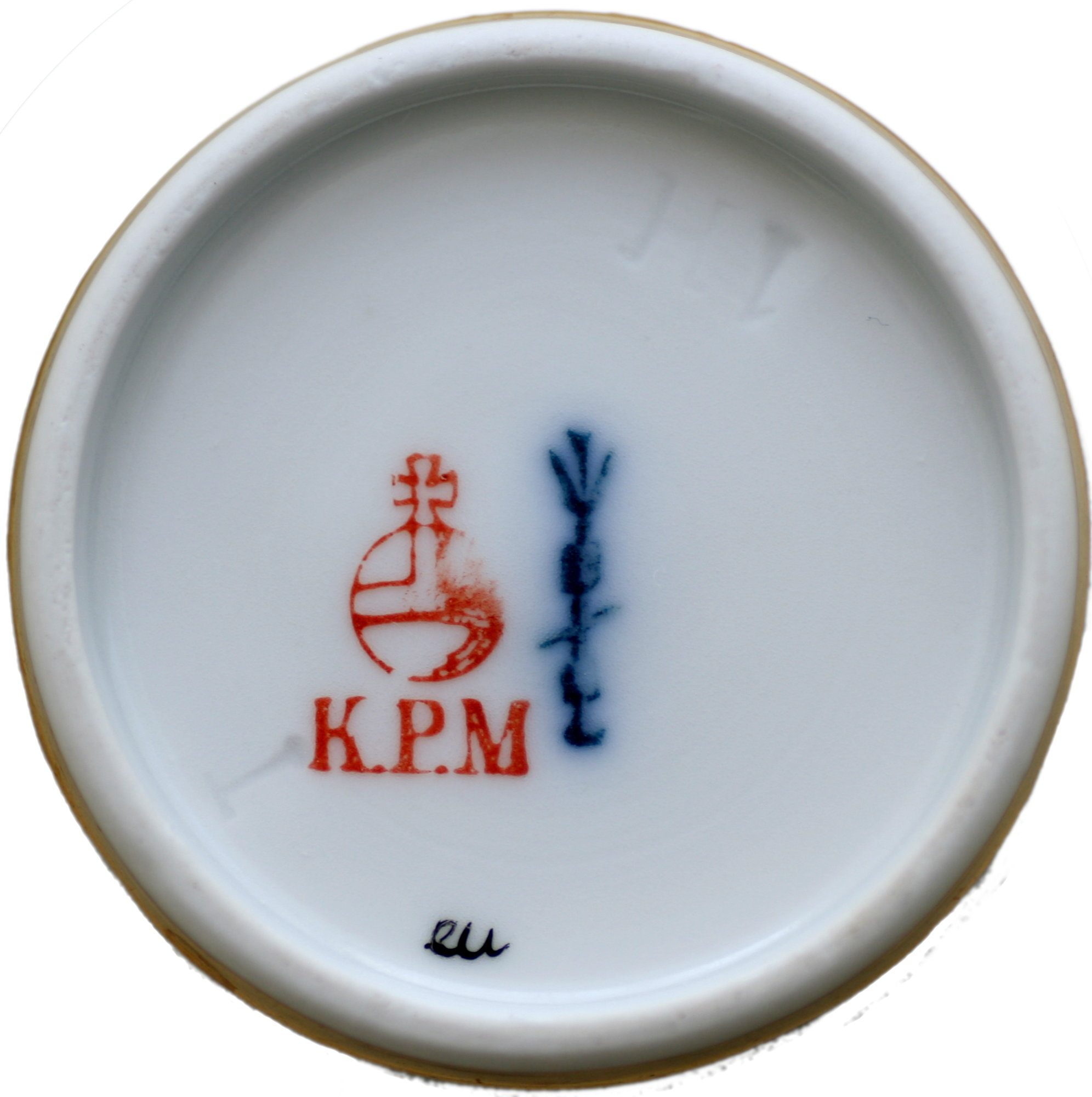
Marchio di fabbrica del 1841

La produzione fino alla morte di Federico il Grande è in stile tipicamente rococò: vengono prodotti da servizi da tavola (zuppiere, vassoi, alzate, piatti ecc.) con decorazioni che guardano ai dipinti di Watteau, Boucher e dei Teniers, mentre per il modellato e le figure, in particolare, i pezzi più pregevoli si rifaranno ai soggetti mitologici e naturalistici.
Il disegno e i colori dei servizi erano meticolosamente coordinati con la decorazione delle stanze in cui essi sarebbero stati usati. Il primo servizio da tavola fu commissionato da Federico II nel 1765 per il Neues Palais di Potsdam. Il servizio, chiamato Reliefzierat, era decorato con rocailles dorate e graticci di fiori che si accordavano con gli stucchi dei soffitti del palazzo.
Nel 1784, dopo quattro anni di ricerche, fu trovata la formula per una vernice blu dal tono delicato come piaceva a Federico: fu chiamata Bleu mourant (blu morente) e fu usata per decorare il servizio Neuzierat. Era la tinta dominante nelle stanze private del re nel Palazzo di Sanssouci e nella camera azzurra del Neues Palais.
Oltre che per decorare le proprie residenze, Federico usava la porcellana come strumento diplomatico: quasi tutti i doni fatti a sovrani ed aristocratici provenivano infatti dalla Manifattura.
Federico II di Prussia volle regalare alla zarina Caterina di Russia un imponente servizio da tavola, per dar lustro al suo casato con questa nuova impresa nel campo delle arti. Il grande servizio è oggi conservato all'Ermitage di Leningrado.

### Neoclassicismo

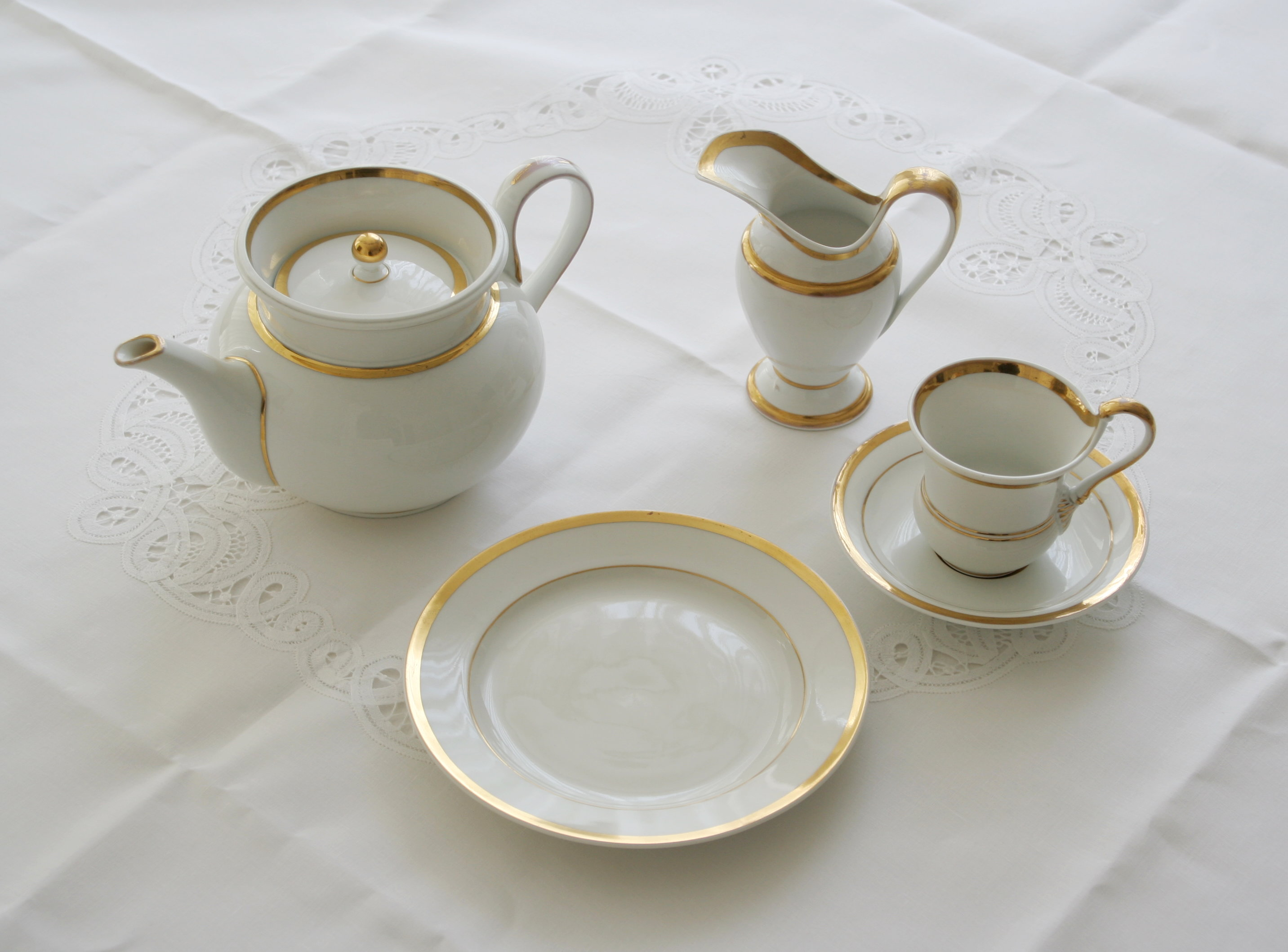
Servizio da tè, circa 1850

Dopo la morte di Federico il Grande vi fu un completo mutamento del gusto, che passò dal Rococò al primo Neoclassicismo per trionfare nell'Impero.
Come per molte altre fabbriche di porcellana europea i soggetti in quest'ultimo periodo prediligono i ritratti, le vedute di città e monumenti, e una discreta produzione di biscuit. Inoltre si produrranno a Berlino nella K. P. M. placche a rilievo con scene sacre e mitologiche e raffinate placche dipinte a soggetti anche di paesaggio e nature morte. Fra i modellatori degni di rilievo si ricorda J. G. Schadow per le sue plastiche in biscuit.
Rinomati artisti del tempo, come Karl Friedrich Schinkel, Johann Gottfried Schadow ed il suo allievo Christian Daniel Rauch, modellarono per la KPM vasi e sculture, fra cui il gruppo delle principessine su disegno di Schadow.
Nel 1790 fu commissionato un servizio da tavola da Pietro Biron, duca di Curlandia, uno degli uomini più ricchi e raffinati del suo tempo. Rimane il più tipico dello stile neoclassico della Manifattura.
Nella prima metà dell'Ottocento prevalse la produzione di vedute di città e monumenti.

### Seconda metà dell'Ottocento
Nel 1867 la Manifattura fu trasferita nel nuovo edificio di Wegelystraße, ai bordi del Tiergarten per lasciare l'area di Leipziger Straße (vicino alla Potsdamer Platz) all'edificio del neonato parlamento prussiano.
La KPM è sempre stata all'avanguardia sul piano tecnico. Dal 1878 le è stato annesso un istituto di ricerca chimico-tecnico, che ha ideato nuovi materiali e vernici.

### Jugendstil
La fabbrica ha continuato a lavorare per tutto l'Ottocento fino a produrre pregevoli manufatti secondo i canoni stilistici dell'Art Nouveau.
La più importante realizzazione di questo periodo è il centrotavola che riproduce il corteo nuziale del principe ereditario Guglielmo di Prussia e di Cecilia di Meclemburgo-Schwerin, che fu premiato con la medaglia d'oro all'Esposizione Universale di Bruxelles del 1910.
Dopo la caduta della monarchia nel 1918 la Manifattura divenne la Manifattura Statale di Porcellane di Berlino (Staatlichen Porzellan-Manufaktur Berlin), tuttavia conservò la sigla KPM e il marchio con lo scettro.

### Bauhaus e Neue Sachlichkeit
Fra il 1929 e l'ascesa del Nazismo la KPM fu influenzata dal movimento del Deutscher Werkbund e del Bauhaus. Fra questi disegnatori citiamo Gerhard Marcks, Trude Petri e Marguerite Friedlaender, che furono tutti allontanati dai nazisti.
Nel 1943 la manifattura fu distrutta da un bombardamento alleato durante la Seconda guerra mondiale.

### Dal Dopoguerra a oggi
Appena dopo la fine della Guerra, la KPM si trasferì provvisoriamente a Selb, in Alta Franconia. Nel 1957 fu ricostruito lo stabilimento berlinese.
Nel 1988 la manifattura fu trasformata in società di capitali con il nome di Koenigliche Porzellan-Manufaktur Berlin GmbH. Nel 1994 ha disegnato una collezione di vasi e un servizio da tavola l'italiano Enzo Mari.
Nel nuovo millennio la KPM ha collaborato con altri marchi del lusso, come Bottega Veneta e Bugatti.

## Marchi di fabbrica
Il marchio della regia manifattura di Berlino è lo scettro reale di colore blu cobalto, dipinto fino al 1837 e poi stampato su ogni pezzo. 
Dal 1837 le lettere KPM furono aggiunte al marchio. Qualche anno dopo l'aquila reale di Prussia divenne parte del marchio. Negli anni 1944-1957 la lettera S sostituì la sigla KPM per indicare la produzione a Selb. Nel 2000 la sigla KPM fu reintrodotta nel marchio.
Dal 1803 i pezzi dipinti recano inoltre, accanto allo scettro, anche un marchio che rappresenta il globo imperiale. I pezzi dipinti a mano vengono infine firmati dal pittore.